# 格哈德·冯·卡尼茨
格哈德·西奥多·亚历山大·格拉夫·冯·卡尼茨（德語：Gerhard Theodor Alexander Graf von Kanitz；1885年4月9日－1949年6月15日）是德国政治家，为德国国家人民党（DNVP）和德国人民党（DVP）党员，也是普鲁士和德国几届议会的议员。1923年至1926年期间任魏玛德国粮食和农业部长。

## 生平
卡尼茨1885年4月9日生于东普鲁士的珀但根（Podangen，今波兰Podągi），是保守派政治家汉斯·冯·卡尼茨之子。卡尼茨入讀於柯尼斯堡的威廉体育学院，其後并在东普鲁士第三“弗兰格尔伯爵”骑兵队服役。1913年，在他父亲去世后，卡尼茨继承了父亲在珀但根的家族产业。
一战爆发后在德军服役，后成为普魯士荷蘭（Preußisch Holland，今波蘭帕斯文克）地区的农业协会主席和临时帝国经济委员会成员。德国十一月革命后他加入德国国家人民党，1923年退出该党，后加入了德国人民党。
1919年到1921年，卡尼茨也是普鲁士制宪会议成员，1921年3月7日到1924年5月间在帝国议会代表东普鲁士选区。1928年至1932年，在普鲁士众议院代表德国人民党，1929年至1933年，任东普鲁士州议会议员。
1923年10月6日至1926年1月19日间，卡尼茨在第二届施特雷泽曼内阁以及第一届和第二届马克思内阁、第一届路德内阁中任食品和农业部长 。
1949年卡尼茨于法兰克福-索森海姆去世。